# 통치장전
통치장전(Instrument of Government)은 잉글랜드, 스코틀랜드, 아일랜드 연방의 헌법이다. 1653년에 존 램버트에 의해 초안이 만들어졌고 잉글랜드에서 최초의 성문화된 헌법이 되었다.

## 채택과 교체
통치장전은 1653년 12월 15일에 의회에서 채택이 되었으며, 다음 날 올리버 크롬웰은 호국경으로 임명되었다. 1655년 1월에 크롬웰은 최초의 호국경 의회를 해산하였으며 장군에 의한 군사 정치를 지휘하였다.
1657년 5월에 통치장전은 잉글랜드의 2번째이자 마지막 헌법인 Humble Petition and Advice에 의해 대체되었다.

## 미국헌법에 미친 영향
영국의 식민 지배를 받고 있던 아메리카는 1607년의 제임스타운, 1620년의 플리머스에서 이 역사적 문서를 정치적, 법적, 역사적 유산으로 공인하였다.